# (300019) 2006 UU84
(300019) 2006 UU84 es un asteroide perteneciente al cinturón de asteroides, descubierto el 17 de octubre de 2006 por el equipo del Mount Lemmon Survey desde el Observatorio del Monte Lemmon, Arizona, Estados Unidos.

## Designación y nombre
Designado provisionalmente como 2006 UU84.

## Características orbitales
2006 UU84 está situado a una distancia media del Sol de 3,010 ua, pudiendo alejarse hasta 3,189 ua y acercarse hasta 2,831 ua. Su excentricidad es 0,059 y la inclinación orbital 2,681 grados. Emplea 1908,02 días en completar una órbita alrededor del Sol.

## Características físicas
La magnitud absoluta de 2006 UU84 es 16,8.